# Nieman
Nieman, Ragneta (ros. Неман, niem. Ragnit i lit. Ragainė) – miasto w Rosji, w obwodzie królewieckim, siedziba administracyjna rejonu niemanskiego. W 2021 roku liczyło 10 765 mieszkańców.
Miejscowość położona jest na lewym brzegu Niemna, przy granicy z Litwą, ok. 8 km na wschód od Tylży.

## Historia

Chorągiew komturii ragneckiej w bitwie pod Grunwaldem

Miejscowość założona na miejscu pruskiego grodu plemienia Skalowów, który był centralnym ośrodkiem pruskiej krainy Skalowii, zdobytego w 1277 przez zakon krzyżacki. W 1289 roku Piotr z Dusburga wzmiankował istnienie w Ragnecie castrum, który zbudował Meinhard von Querfurt. W 1291 roku odnotowano pierwszego komtura. W 1295 przedzamcze zniszczyli Litwini. W latach 1397–1409 krzyżacy zbudowali murowany zamek nazwany Landeshute będący siedzibą komturii. Nazwa ta jednak nie przyjęła się i miejsce nazywano Ragnit (pol. Ragneta) od nazwy lokalnej rzeki, dopływu Niemna. Komturia ragnecka zaliczała się do Prus Dolnych i w związku z tym podlegała wielkiemu marszałkowi w Królewcu. W 1315 warownię nieskutecznie zaatakowali Litwini. W 1355 drewniany zamek zdobyli i zniszczyli Litwini. W 1397 zaczęto budować zamek murowany. W bitwie pod Grunwaldem brała udział chorągiew z „miasta i komturii Ragnety”, którą dowodził Fryderyk von Zollern, co zawarł Jan Długosz w dziele Banderia Prutenorum.

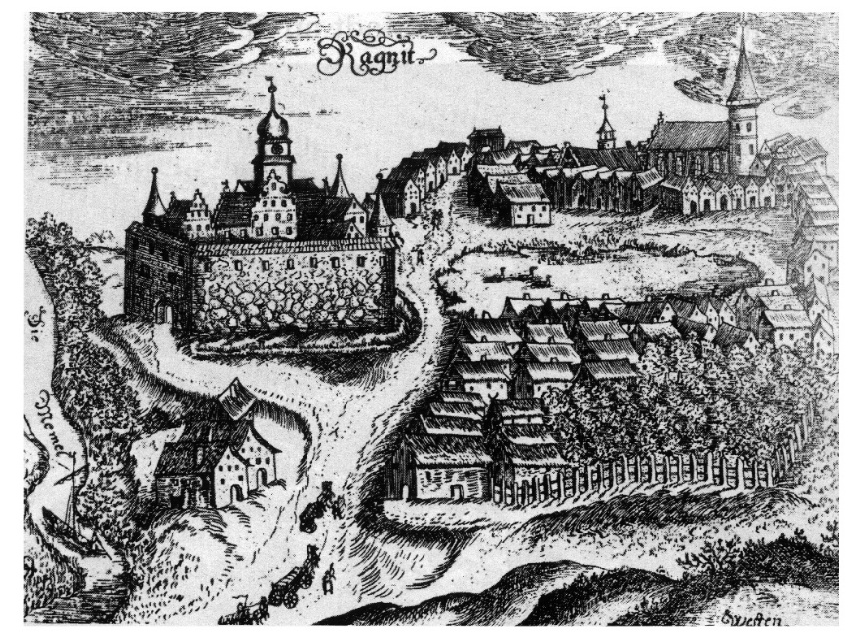
Ragneta w XVII w.

Pomiędzy 1466 a 1657 – lenno Królestwa Polskiego. Wokół zamku powstała osada, która w 1722 uzyskała prawa miejskie. Miejscowość była niszczona przez Tatarów (1656), Szwedów (1678), Rosjan (1757) i Francuzów (1807). W 1892 otwarto połączenie kolejowe do Tylży.
Miasto leży na obszarze tzw. Małej Litwy i ze względu na dużą mniejszość litewską zamieszkującą okoliczne tereny było ważnym ośrodkiem kultury litewskiej. Po wydanym po powstaniu styczniowym zakazie używania języka litewskiego w Imperium Rosyjskim, w Ragnecie drukowano książki w języku litewskim, przemycane później na tereny Litwy przez tzw. Knygnešiai (dosłownie „tragarze książek”).
Podczas II wojny światowej w okresie października 1944 do stycznia 1945 Ragneta leżała na linii frontu, który przebiegał wzdłuż Niemna, jednak pomimo tego miasto doznało stosunkowo niewielkich zniszczeń wojennych. 18–19 stycznia 1945 miasto zostało zdobyła 263 Dywizja Strzelecka z 3. Frontu Białoruskiego. Po wojnie miasto włączono do ZSRR. W 1946 nazwa miasta została zmieniona na Nieman.

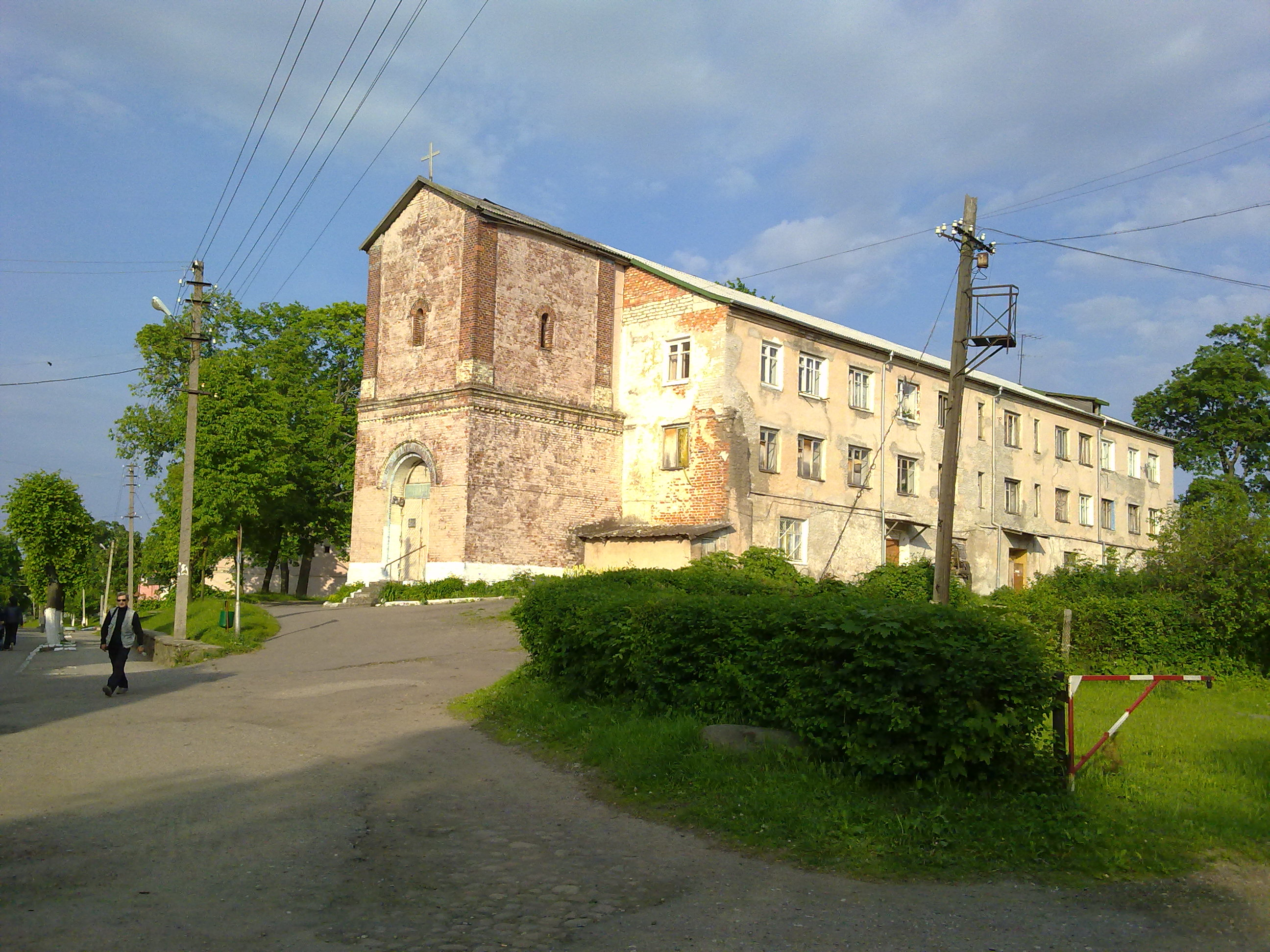
Kościół przebudowany na cele świeckie

Do czasów współczesnych zachował się zrujnowany zamek krzyżacki, przebudowany na cele świeckie, XVIII-wieczny kościół ewangelicki oraz część przedwojennej zabudowy miejskiej.

## Zabytki
- Zamek Ragneta(inne języki)[a] (niem. Burg Ragnit) – ceglana warownia komtura zakonu krzyżackiego[4] zbudowana w stylu gotyckim w latach 1397–1407 w pobliżu wcześniejszej krzyżackiej fortyfikacji wzmiankowanej już w 1289[3]. Zamek miał za zadanie chronić państwo zakonu krzyżackiego od północy i być bazą do ataków na Litwę. Obiekt był przykładem jednej z późniejszych warowni krzyżackich, zbudowanej szybko, na nieskomplikowanym planie, a część główna założenia nie miała wieży[3]. Został zbudowany na planie kwadratu o boku długości 59 m z fosą[4] od strony przedzamcza, nad którą przerzucono most zwodzony, o czym świadczy wzmianka z 1412[potrzebny przypis]. Od strony północnej z zamku wychodził ganek do gdaniska. Dziedziniec pierwotnie otaczały murowane krużganki. W 1403 wykopano fosę. Na przedzamczu zachowała się smukła kwadratowa wieża z 1406, a samo przedzamcze ukończono w 1409[3]. Zamek remontowano w 1445 po pożarze. W 1454 zamek zajął Związek Pruski. W 1455 został odbity przez Krzyżaków.
W 1757 podczas wojny siedmioletniej zamek został uszkodzony z powodu rosyjskiego ostrzału[3]. W 1825 rozpoczęto adaptację na więzienie. W 1828 zamek spłonął. W 1839 obok więzienia prowadzono adaptację zamku na sąd. W XIX wieku wprowadzono wielkie blendy na elewacji południowej oraz ganek obronny.
W 1945 oraz w latach 60. XX wieku zamek przypuszczalnie spłonął. W 1976 podczas kręcenia radzieckiego filmu wysadzono część wschodniego skrzydła[3]. W 2010 zamek przekazano cerkwi prawosławnej. Zamek obecnie znajduje się w ruinie.
- Wieża Bismarcka z 1912 roku (w ruinie)
- Pomnik ofiar I wojny światowej z 1924 roku autorstwa Hermanna Bracherta, ulica Podgrnaya 8

## Związani z miastem
- Erich Klossowski – historyk sztuki
- Marcin Mażwidas – pisarz, autor pierwszej litewskiej książki wydanej drukiem – Katechizmu

## Współpraca
- Jurbork, Litwa
- Lida, Białoruś
- Ostróda, Polska
- Preetz, Niemcy